# Жвирче
Жвирче (словен. Žvirče) — поселення в общині Жужемберк, регіон Південно-Східна Словенія, Словенія. Висота над рівнем моря: 436,1 м.